# 塔拉梅洛
塔拉梅洛（義大利語：Talamello），是意大利里米尼省的一个市镇。总面积10.53平方公里，人口1095人，人口密度104.0人/平方公里（2009年）。ISTAT代码为099027。